# 泰國商務航空
泰國商務航空（英語：Business Air），是泰國一家專營包機的航空公司。創立於2008年，並於2009年獲得國際航線的經營許可。

## 機隊

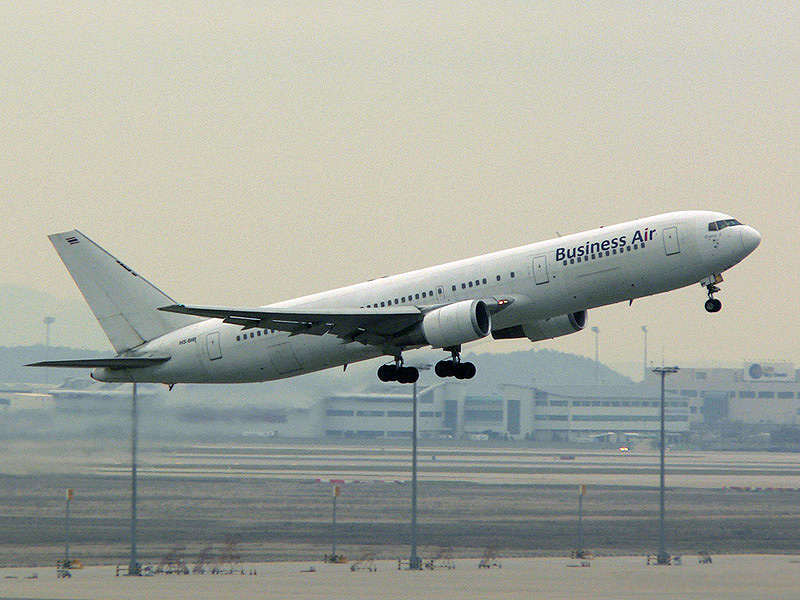
泰國商務航空的B767-300ER於首爾仁川機場起飛

## 航點
泰國
- 曼谷~總部
- 普吉島~枢纽机场

 臺灣
- 臺北-桃園（包機）

 日本
- 東京-成田（包機）

- 首爾-仁川
- 釜山
- 光州（包機）
- 清州（包機）

 中国大陆
- 瀋陽（包機）
- 重庆（包機）